# Quintaniella
Quintaniella es un despoblado que actualmente forma parte del concejo de Nanclares de la Oca, que está situado en el municipio de Iruña de Oca, en la provincia de Álava, País Vasco (España).

## Historia
Documentado desde 1025, al despoblarse pasó a formar parte de Zaballa.